# Sphaeropsis sapinea

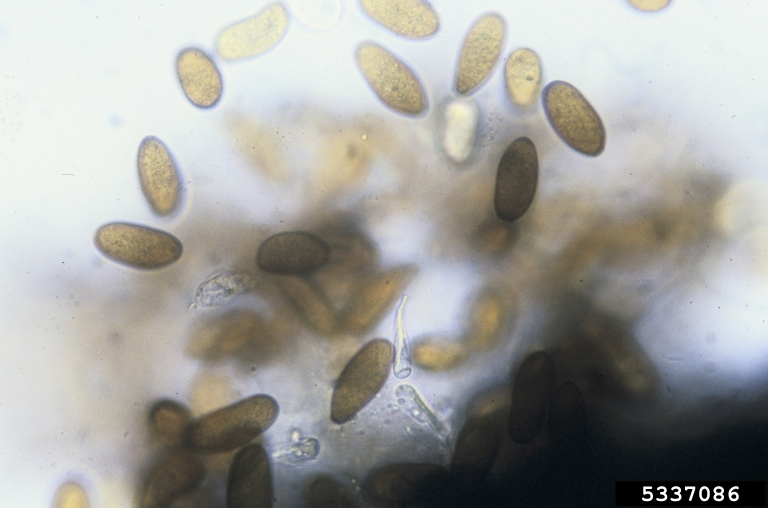
Zarodniki

Sphaeropsis sapinea(Fr.) Dyko & B. Sutton – gatunek grzybów z klasy Dothideomycetes. Pasożyt wywołujący u sosen chorobę o nazwie zamieranie wierzchołków pędów sosny.

## Systematyka i nazewnictwo
Pozycja w klasyfikacji według Index Fungorum: Sphaeropsis, Botryosphaeriaceae, Botryosphaeriales, Incertae sedis, Dothideomycetes, Pezizomycotina, Ascomycota, Fungi.
Po raz pierwszy takson ten zdiagnozował w roku 1823 Elias Fries, nadając mu nazwę Sphaeria sapinea. Obecną, uznaną przez Index Fungorum nazwę nadali mu w roku 1980 B.J. Dyková i B. Sutton.
Synonimów ma około 30.

## Morfologia i cykl rozwojowy
Grzyb atakuje młode pędy sosen. Na opanowanych przez grzybnię pędach tworzą się pyknidia, głównie u nasady igieł i na krótkopędach, na szyszkach i na obumarłych gałązkach. Pyknidia występują zazwyczaj w skupiskach. Powstające w nich pykniospory początkowo są bezbarwne, później żółtawe, w końcu ciemnobrunatne. Mają kształt od eliptycznego do podłużnojajowatego lub niewyraźnie maczugowatego. Młode są jednokomórkowe i niemal gładkie, starsze są dwukomórkowe, a ich ściana komórkowa po wewnętrznej stronie jest brodawkowata. Mają rozmiar 36 × 13–16 µm.
Zarodniki Sphaeropsis sapinea zakażają młode, jeszcze niezdrewniałe, nieuszkodzone ani niezranione pędy sosen – siewki, pączki, igły i wierzchołki pędów. Są roznoszone przez wiatr, krople deszczu lub zwierzęta. Z zarodników, które zainfekowały igły, rozwija się grzybnia rosnąca w kierunku podstawy igły i przerastająca pęd.